# Tetsuya Naito
Tetsuya Naito (内藤 哲也?, Naito Tetsuya; Adachi, 22 giugno 1982) è un wrestler giapponese sotto contratto con la New Japan Pro-Wrestling.

## Carriera
Naito ha cominciato ad allenarsi per diventare un wrestler professionista nel 2000 sotto gli insegnamenti di Animal Hamaguchi; quattro anni dopo ha vinto il torneo "Takeda Dojo Submission", che gli è valso l'accesso al dojo della NJPW. Nel novembre 2005 si è diplomato e ha debuttato nel roster principale il 27 maggio 2006.
Se si esclude il biennio 2009-2010 passato tra Total Nonstop Action Wrestling e Consejo Mundial de Lucha Libre e risultato fondamentale per la sua carriera - riuscendo a tornare alla ribalta come heel dopo un lungo periodo di insuccessi - Naito ha sempre combattuto nella federazione nipponica vincendo il NEVER Openweight Championship, l'IWGP Tag Team Championship e l'IWGP Junior Heavyweight Tag Team Championship con Yujiro Takahashi; nel 2013 e nel 2017 ha inoltre vinto il G1 Climax, il massimo torneo della federazione: la finale del 2017 vinta contro Kenny Omega è stata valutata da Dave Meltzer con il punteggio di 5.75 stelle.
Dal 2015 Naito è il leader della stable heel Los Ingobernables de Japon: in tale ruolo, dopo aver conquistato la New Japan Cup nel 2016, è riuscito a diventare IWGP Heavyweight Champion e, in seguito, Intercontinental Champion. Nella stessa annata è stato nominato wrestler dell'anno dalla rivista Tokyo Sports.
Nel 2018 intraprende una faida contro il campione intercontinentale Chris Jericho, che culmina a Wrestle Kingdom 13 con la vittoria del giapponese; il 6 aprile 2019, a G1 Supercard, perde il titolo contro Kōta Ibushi per poi riconquistarlo due mesi dopo a Dominion 6.9.

## Personaggio

### Mosse finali
- Destino (Somersault reverse DDT) – 2015–presente
- Pluma Blanca (Koji clutch) – 2013–2015
- Stardust Press (Corkscrew moonsault)– 2008–2015

### Soprannomi
- "El Ingobernable"
- "Stardust☆Genius"
- "Seigyo Funōna Karisuma"

## Titoli e riconoscimenti
- New Japan Pro-Wrestling
  - IWGP Intercontinental Championship (6)
  - IWGP Heavyweight Championship (3)
  - IWGP Tag Team Championship (2) – con Sanada (1) e Yujiro Takahashi (1)
  - IWGP Junior Heavyweight Tag Team Championship (1) – con Yujiro Takahashi
  - IWGP World Heavyweight Championship (1)
  - NEVER Openweight Championship (1)
  - IWGP Triple Crown Champion
  - G1 Climax (2013, 2017)
  - New Japan Cup (2016)
  - New Japan Pro-Wrestling Best Bout (2016) - vs. Kenny Omega il 13 agosto
  - New Japan Pro-Wrestling MVP (2016)
- Pro Wrestling Illustrated
  - 12º tra i 500 migliori wrestler singoli nella PWI 500 (2016, 2017)
- Tokyo Sports
  - MVP Award (2016)
- Wrestling Observer Newsletter
  - 5 Star Match (2016) vs. Kenny Omega il 13 agosto
  - 5 Star Match (2017) vs. Michael Elgin l'11 febbraio
  - 5 Star Match (2017) vs. Hiroshi Tanahashi l'11 agosto
  - 5 ¾ Star Match (2017) vs. Kenny Omega il 13 agosto

## Filmografia

### Videogiochi
- Yakuza 6: The Song of Life - (2016), Naito